# Eriberto Scarlino
Eriberto Scarlino (Matino, 29 luglio 1895 – Firenze, 15 dicembre 1962) è stato un compositore, pianista e insegnante italiano.

## Biografia
Nato a Matino, in provincia di Lecce, il 29 luglio 1895, si diplomò in Pianoforte al Liceo musicale «Benedetto Marcello» di Venezia, con Cesare Conti e Gino Tagliapietra, e successivamente si perfezionò in Organo con Oreste Ravanello e Composizione con Giangiuseppe Bernardi e Mezio Agostini.
Debuttò alla «Filarmonica» di Firenze nel 1917 e tenne un'intensa attività concertistica in Italia e all'estero, sia come solista, sia in duo con alcuni dei maggiori musicisti dell'epoca: Gioconda De Vito, Gioacchino Maglioni, Camillo Oblach, Gaspar Gassadó, Pietro Grossi.
Fu titolare di cattedra in diversi conservatori italiani: il Liceo musicale «Benedetto Marcello» di Venezia (1921), il Conservatorio «Arrigo Boito» di Parma (1926) e il Conservatorio «Luigi Cherubini» di Firenze (dal 1937), dove ebbe tra i suoi allievi la fiorentina Lucia Passaglia, a sua volta pianista di vaglia e titolare per decenni della cattedra di Pianoforte nello stesso conservatorio.
Dal 1933 al '36 diresse il Liceo Musicale Italiano «Giuseppe Verdi» di Alessandria d'Egitto.
Didatta e compositore, oltre che pianista, fu autore di opere per pianoforte, vocali e orchestrali, tra le quali il «Preludio e Fuga» per archi e organo, il «Quartetto in mi minore», il Poema sinfonico «Le Villi» per grande orchestra. Alcune sue esecuzioni di brani propri e di Domenico Scarlatti e Amilcare Zanella furono incise per La Voce del Padrone.
Scrissero delle sue opere e dei suoi concerti numerosi critici e musicisti, tra i quali Giannotto Bastianelli, Arnaldo Bonaventura, Giulio Bucciolini, Adelmo Damerini, Edgardo Del Valle de Paz, Alberto Gasco e Ildebrando Pizzetti, .
Morì a Firenze il 19 dicembre 1962.

## Composizioni
L’elenco è ripreso da "Eriberto Scarlino, musicista salentino contemporaneo", di Donato Mele, Ed. Congedo, Galatina 1988. Le opere in manoscritto sono custodite nell’archivio della famiglia Scarlino, a Firenze. Le opere pubblicate a stampa sono reperibili presso la Biblioteca Nazionale Centrale di Firenze e presso la biblioteca del Conservatorio "Luigi Cherubini". Lo stornello “La fanciulla toscana”, ispirato alla Grande Guerra, premiato al concorso de La Nazione del settembre 1916, venne pubblicato nel 1918 ed è consultabile presso la Biblioteca del Conservatorio "Giuseppe Verdi" di Milano.

### Sinfoniche e da camera
- "Preludio, Corale e Fuga" per orchestra d’archi e organo. Venezia, 1913
- "Le Villi", poema sinfonico per grande orchestra. Venezia, 1914
- "Quartetto" in mi minore per archi. Venezia,  1915

#### Con accompagnamento di pianoforte
- "Andante elegiaco" in sol maggiore per violoncello e pianoforte. Venezia, 1913. Riveduto nel 1940 con il quasi totale rifacimento della parte pianistica
- “Quand’odo la canzone”, romanza in sol maggiore per canto e pianoforte, versi di H. Heine. Venezia, 1913
- “Tramonto”, lirica in mi bemolle minore per canto e pianoforte, versi di G. Bertacchi. Venezia, 1914
- “La fanciulla toscana”, stornello in mi maggiore per canto e pianoforte, versi di L. Anzillotti. Firenze, 1916 (pubblicato da Casa editrice di musica "A. Forlivesi & C.", Firenze 1918 - 1920)

### Per pianoforte
- "Scherzo" in do maggiore. Venezia, 1912-1913. Riveduto e ampliato nel 1940. Trascritto per 2 pianoforti dall’autore (pubblicato da Casa editrice di musica "A. Forlivesi & C.", Firenze 1925)
- "Berceuse" in la bemolle maggiore. Venezia, 1913 (pubblicata da Casa editrice di musica "A. Forlivesi & C.", Firenze 1917)
- "Piccolo Valzer" in si maggiore. Firenze, 1916-1917 (pubblicato da Casa editrice di musica "A. Forlivesi & C.", Firenze 1930)
- "Serenatina" in sol bemolle maggiore. Firenze, 1916-1917
- "Studi da concerto": Studio romantico in sol maggiore - Firenze 1940; Studio brillante in si minore - Firenze 1941 (pubblicati a Firenze, s. n., Arti grafiche Mignani Bandettini, 1963-1964).
- "Cantilena per un bimbo" in sol maggiore. Firenze, 1941. Trascritta per organo da Alessandro Esposito con il titolo "Aria in re maggiore". Firenze, 1943

### Opere pianistiche per la gioventù
- “La fiaba” in re diesis minore. Venezia, agosto 1917
- “Lilliput”, marcetta in re maggiore. Firenze, 1942
- "Canzoncina nostalgica" in fa maggiore. Firenze, 1942
- "Due piccole Pastorali di Natale" in sol maggiore. Firenze, 1950
- "Canzoncina" in si bemolle maggiore. Firenze, 1956